# Джино Йоргулеску
Джино Йоргулеску (рум. Gino Iorgulescu, нар. 15 травня 1956, Джурджу) — румунський футболіст, що грав на позиції центрального захисника, зокрема за «Спортул», а також національну збірну Румунії.
Згодом — футбольний функціонер, президент Професійної футбольної ліги Румунії (LPF).

## Клубна кар'єра
У дорослому футболі дебютував 1973 року виступами за третьолігову команду «Дунеря» з рідного Джурджу, в якій провів два сезони, взявши участь у 32 матчах чемпіонату. 
1975 року перейшов до вищолігового «Спортула», проте у новій команді відразу заграти не вдалося, і наступний сезон 1976/77 захисник провів в оренді в «Прогресулі», де отримав перший досвід регулярних виступів у найвищому румунському дивізіоні.
Влітку 1977 року повернувся з оренди до «Спортула», де також вже став гравцем основного складу і на наступні 12 сезонів був незмінною складовою захисту команди.
Завершував ігрову кар'єру в Бельгії, де досвідчений оборонець провів декілька ігор за «Беєрсхот» в сезоні 1989/90 років.

## Виступи за збірну
1981 року дебютував в офіційних матчах у складі національної збірної Румунії.
У складі збірної був учасником чемпіонату Європи 1984 року у Франції, де взяв участь у двох з трьох матчів групового етапу, який румунам подолати не вдалося.
Загалом протягом шестирічної кар'єри у національній команді провів у її формі 49 матчів, забивши 3 голи.

## Кар'єра функціонера
2013 року був обраний президентом Професійної футбольної ліги Румунії (LPF), за чотири роки, у 2017, був переобраний на цю посаду.